# Moschites
Moschites is een geslacht van inktvissen uit de familie van Octopodidae.

## Soorten

### Synoniemen
- Moschites adelieana Berry, 1917 => Adelieledone adelieana (Berry, 1917)
- Moschites albida Berry, 1917 => Bentheledone albida (Berry, 1917)
- Moschites aurorae Berry, 1917 => Pareledone aurorae (Berry, 1917)
- Moschites challengeri S. S. Berry, 1916 => Graneledone challengeri (Berry, 1916)
- Moschites harrissoni Berry, 1917 => Pareledone harrissoni (Berry, 1917)
- Moschites rotunda Hoyle, 1885 => Bentheledone rotunda (Hoyle, 1885)
- Moschites verrucosa (Verrill, 1881) => Graneledone verrucosa (A. E. Verrill, 1881)
- Moschites verucosus (A. E. Verrill, 1881) => Graneledone verrucosa (A. E. Verrill, 1881)